# Mesão Frio
Mesão Frio ist eine Kleinstadt (Vila) und ein Kreis (Concelho) in Portugal mit 3547 Einwohnern (Stand 19. April 2021). Es gehört zum Weinbaugebiet Alto Douro, der ersten geschützten Weinbauregion der Welt, die 2001 in das UNESCO-Welterbe aufgenommen wurde.

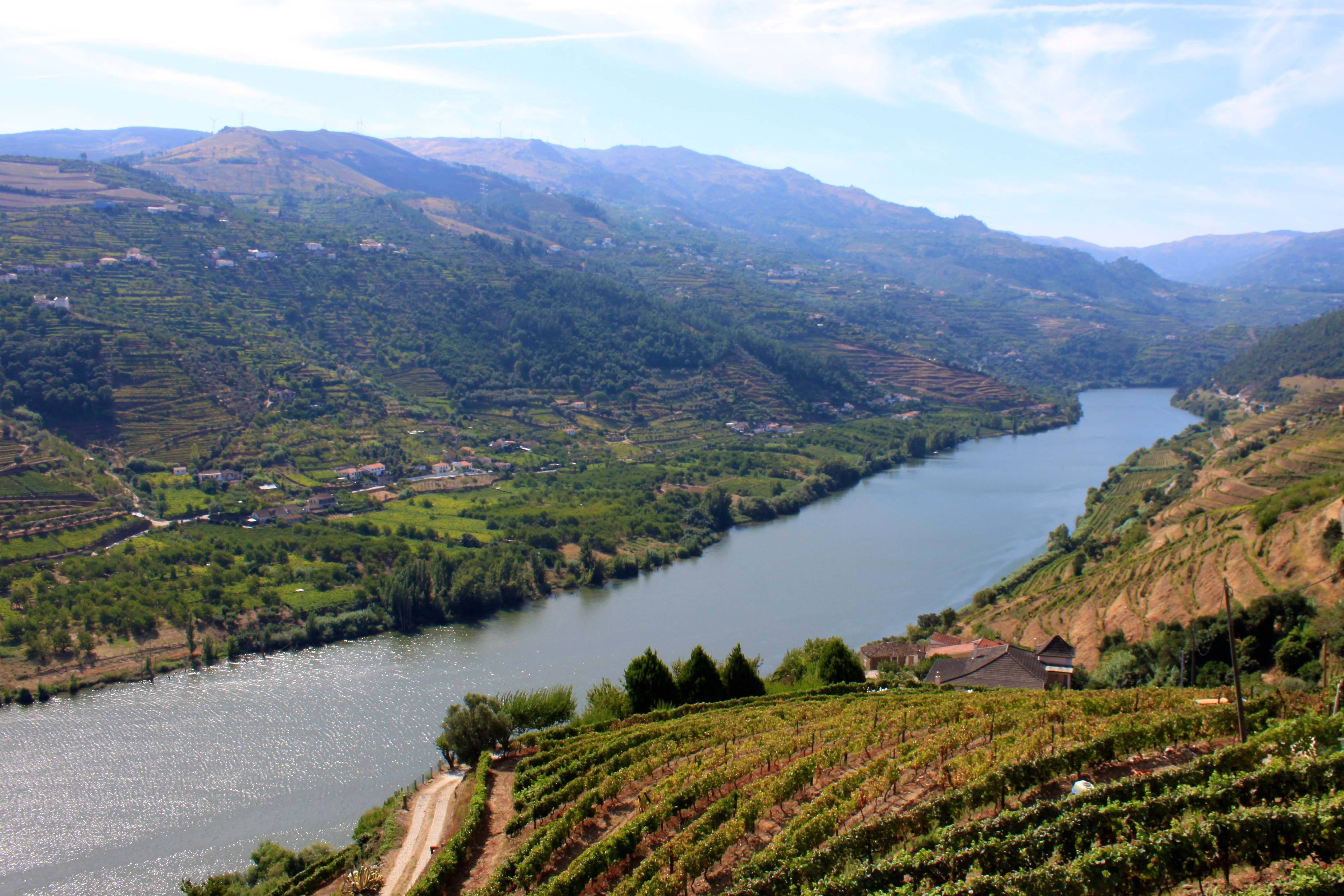
Weinlandschaft am Douro im Kreis Mesão Frio

## Geschichte
Ein hier gefundener, vorgeschichtlicher Castro (Portugiesisch für hiesige Wallburgen) diente den seit dem 2. Jahrhundert v. Chr. hier einfallenden Römern als Siedlungspunkt, der bis ins Mittelalter fortbestand. Hier war eine Herberge an einer Römerstraße eingerichtet, in der sich Reisende aufwärmen und verpflegen konnten, und die als Mansionis frigidae bekannt war. Die erste offizielle Erwähnung des Ortes stammt aus dem Jahr 1059 als Mansion Frigido. Vermutlich ließ D.Mafalda hier eine Kirche errichten, von der die heutige Ortsgemeinde São Nicolau den Namen hat. Königin D.Mafalda war die Gattin des ersten Königs des unabhängigen Königreich Portugal, D.Afonso Henriques, der Mesão Frio im Jahr 1152 Stadtrechte gab. 1217 bestätigte König D.Afonso II. die Stadtrechte, die König D.Manuel I. im Jahr 1513 erneuerte.
Im Verlauf der Napoleonischen Invasionen erlitt der Ort 1809 einige Zerstörungen durch französische Truppen unter General Loison. 1821 wurde Mesão Frio Sitz eines eigenen Kreises.

## Kultur und Sehenswürdigkeiten

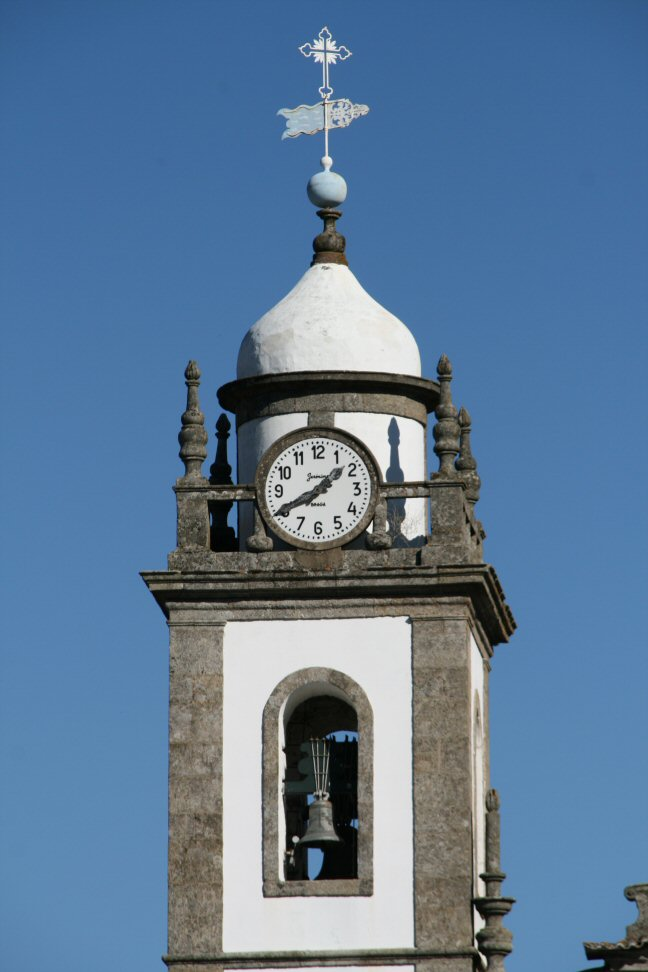
Kirchturm der Igreja de São Nicolau

Unter den Baudenkmälern des Kreises sind eine Vielzahl Herrenhäuser, steinerne Brunnenanlagen, eine römische Brücke, eine archäologische Ausgrabungsstätte, einige historische öffentliche Gebäude und zahlreiche Kapellen und andere Sakralbauten, darunter die Barock-Kirche Igreja Paroquial de Mesão Frio (auch Igreja de São Nicolau). Die einschiffige Gemeindekirche birgt u. a. Altarretabel aus vergoldetem Holz (Talha dourada) und Rokoko-Malereien im Kassettendecken-Teil.
Zudem steht der historische Ortskern als Ganzes unter Denkmalschutz.
Im Kreis führt ein ausgeschilderter, 12 km langer Wanderweg an Hügeln, Weingütern, Dörfern und Kapellen entlang der Marksteine des 1756 eingerichteten ersten geschützten Weinbaugebietes der Welt, dem heutigen UNESCO-Welterbe Alto Douro. Hotels, Pousadas und Häuser des Turismo rural sind insbesondere auf Individualreisende und Weintouristen ausgerichtet, und das Fremdenverkehrsamt (port.: Turismo) bietet thematisch geführte Führungen an.

## Verwaltung

### Kreis
Mesão Frio ist Sitz eines gleichnamigen Kreises. Die Nachbarkreise sind (im Uhrzeigersinn im Norden beginnend):
Peso da Régua, Lamego, Resende sowie Baião.
Mit der Gebietsreform im September 2013 wurden die Gemeinden (Freguesias) Santa Cristina, São Nicolau und Vila Jusã zur neuen Gemeinde Mesão Frio (Santo André) zusammengefasst. Der Kreis besteht seither aus den folgenden fünf Gemeinden:

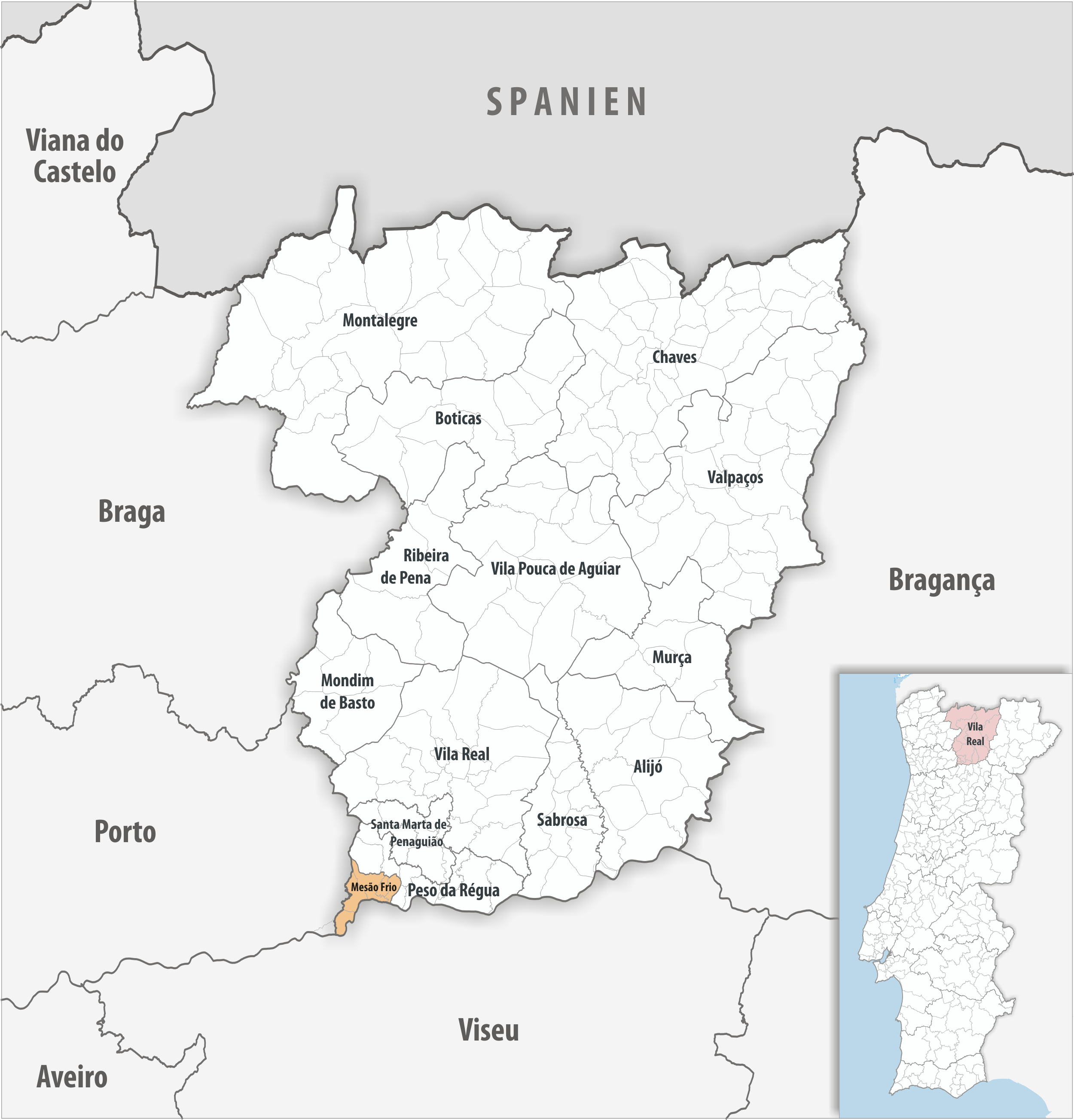
Kreis Mesão Frio

| Gemeinde         | Einwohner (2021) | Fläche km² | Dichte Einw./km² | LAU- Code |
| ---------------- | ---------------- | ---------- | ---------------- | --------- |
| Barqueiros       | 537              | 4,66       | 115              | 170401    |
| Cidadelhe        | 131              | 2,59       | 51               | 170402    |
| Mesão Frio       | 1.615            | 7,41       | 218              | 170408    |
| Oliveira         | 349              | 3,44       | 101              | 170403    |
| Vila Marim       | 915              | 8,55       | 107              | 170407    |
| Kreis Mesão Frio | 3.547            | 26,65      | 133              | 1704      |

### Bevölkerungsentwicklung
| Einwohnerzahl im Kreis Mesão Frio (1801–2011) | Einwohnerzahl im Kreis Mesão Frio (1801–2011) | Einwohnerzahl im Kreis Mesão Frio (1801–2011) | Einwohnerzahl im Kreis Mesão Frio (1801–2011) | Einwohnerzahl im Kreis Mesão Frio (1801–2011) | Einwohnerzahl im Kreis Mesão Frio (1801–2011) | Einwohnerzahl im Kreis Mesão Frio (1801–2011) | Einwohnerzahl im Kreis Mesão Frio (1801–2011) | Einwohnerzahl im Kreis Mesão Frio (1801–2011) | Einwohnerzahl im Kreis Mesão Frio (1801–2011) |
| --------------------------------------------- | --------------------------------------------- | --------------------------------------------- | --------------------------------------------- | --------------------------------------------- | --------------------------------------------- | --------------------------------------------- | --------------------------------------------- | --------------------------------------------- | --------------------------------------------- |
| 1801                                          | 1849                                          | 1900                                          | 1930                                          | 1960                                          | 1981                                          | 1991                                          | 2001                                          | 2011                                          |                                               |
| 2856                                          | 5745                                          | 6935                                          | 7576                                          | 7424                                          | 6335                                          | 5519                                          | 4926                                          | 4433                                          |                                               |

### Kommunaler Feiertag

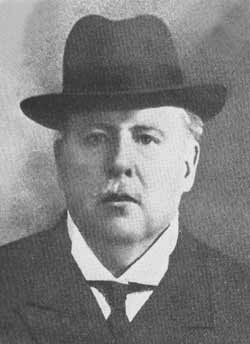
José Maria Alpoim

- 30. November

## Söhne und Töchter
- José Maria de Alpoim Cerqueira Borges Cabral (1858–1916), progressiver und republikanischer Politiker, Justizminister
- Ramalho Júnior (1859–1916), Maler aus Barqueiros
- Domingos Monteiro (1903–1980), Rechtsanwalt, Lyriker und Schriftsteller aus Barqueiros
- Vítor Rua (* 1961), Gitarrist, Komponist und Musikproduzent